# Asociación Saharaui de Víctimas de Violaciones Graves de Derechos Humanos Cometidas por el Estado Marroquí
La Asociación Saharaui de Víctimas de Violaciones Graves de los Derechos Humanos Cometidas por el Estado Marroquí o ASVDH, es una organización de derechos humanos saharaui con presencia en el Sáhara Occidental (zona ocupada por Marruecos y considerada por este Estado como Provincias del Sur).

## Objetivos
Los objetivos de la ASVDH son:
- Respetar y defender los derechos humanos;
- Revelar la verdad sobre las graves violaciones de los derechos humanos;
- Encontrar a las víctimas de desaparición forzada en Marruecos;
- Devolver los restos de saharauis muertos en cárceles secretas marroquíes a sus familias
- Presionar por la liberación de los presos políticos saharauis y el cumplimiento de su derecho a una compensación material y moral, así como a la rehabilitación física de las víctimas y sus familiares, de conformidad con el derecho internacional de los derechos humanos y la jurisprudencia internacional;
- Poner fin a la impunidad e instar al enjuiciamiento de los crímenes de lesa humanidad relacionados con la ocupación marroquí en el Sáhara Occidental;
- Proteger a la comunidad saharaui contra arrestos y detenciones arbitrarias, desapariciones forzadas, torturas, asesinatos y otras formas de degradación y ataques a la dignidad humana.
- Establecer una cultura de respeto pacífico de los derechos humanos en el Sáhara Occidental, basada en los principios de los acuerdos internacionales de derechos humanos

## Historia
La ASVDH fue fundada en El Aaiún el 7 de mayo de 2005 por diferentes activistas saharauis, entre ellos su presidente, Brahim Dahane. A pesar de que la asociación cumplía con los requisitos de la Ley de Asociaciones Públicas de Marruecos, las autoridades marroquíes denegaron a la asociación el permiso para operar, por lo que durante diez años operó en la clandestinidad.
Como resultado de esta decisión, la organización y sus miembros fueron objeto de acoso policial. Dahane fue detenido el 30 de octubre de 2005 y acusado de "pertenecer a una organización ilegal" (ASVDH). Amnistía Internacional y otras organizaciones internacionales de derechos humanos condenaron la acusación y hicieron campaña por la liberación de Dahane. Posteriormente, y como parte de un indulto real general, Dahane y otros miembros de ASVDH fueron liberados el 22 de abril de 2006.
ASVDH solicitó el reconocimiento gubernamental en 2006, y al año siguiente un tribunal hizo un dictamen favorable. Finalmente, en 2015, la organización recibió el reconocimiento gubernamental.  Incluso con la aprobación el acoso ha continuado y el gobierno marroquí ha calificado a los movimientos independentistas como el ASVDH como una amenaza para la seguridad regional.  El trabajo de la organización ha sido citado por Human Rights Watch,  el Comité de Asuntos Exteriores de la Cámara de Representantes y el Comité de Relaciones Exteriores del Senado . 